# Flugplatz Tschajka

i7
i11
i13
Der Flugplatz Tschajka (ukrainisch Аеродром Чайка Aerodrom Tschajka; zu deutsch Flugplatz Möwe, (ICAO-Code: UKKJ)) ist ein Flugplatz in der ukrainischen Oblast Kiew mit dem ICAO-Code UKKJ. Er wird vom Aeroclub Tschajka betrieben.
Der Flugplatz liegt am westlichen Stadtrand der ukrainischen Hauptstadt Kiew im Dorf Tschajky, Landratsgemeinde Borschtschahiwka, im Rajon Butscha drei Kilometer südlich der Fernstraße M 06/E 40. Der Flugplatz besitzt eine 1200 Meter lange und 60 Meter breite Start- und Landebahn, Hangar und Tankstelle.